# Josef Straßberger (Politiker)
Josef Straßberger (* 27. September 1946 in Mürzzuschlag) ist ein österreichischer Politiker (ÖVP) und Finanzbeamter. Straßberger war von 1993 bis 1994 Abgeordneter zum Nationalrat und von  1994 bis 2010 Abgeordneter zum Steiermärkischen Landtag.

## Ausbildung und Beruf
Straßberger besuchte nach der Pflichtschule die Bundesfachschule für Kunst, Bau, Maschinenschlosserei und technisches Zeichnen. Er trat in der Folge in das Finanzamt Mürzzuschlag ein und arbeitete ab 1966 als Veranlagungsreferent. Seinen Präsenzdienst leistete er 15 Monate lang bei der Militärmusik Steiermark ab.

## Politik
Straßberger wirkte ab 1970 als Personalvertreter beim Finanzamt Mürzzuschlag und war zwölf Jahre dessen Obmann. Er wurde 1990 in den Gemeinderat der Marktgemeinde Langenwang gewählt und übernahm noch im selben Jahr das Amt des Vizebürgermeisters, das er bis 2000 innehatte. Er gehörte zudem von 18. Februar 1993 bis zum 6. November 1994 dem Nationalrat an und wechselte am 8. November 1994 in den Steiermärkischen Landtag. Innerparteilich hatte Straßberger ab 1989 des Weiteren die Funktion des Bezirksobmann-Stellvertreters des ÖAAB Mürzzuschlag inne und war ab 1992 Bezirksparteiobmann der ÖVP Mürzzuschlag. Im ÖVP-Landtagsklub hatte Straßberger die Funktion des Sprechers für Finanzen, Verkehr und Musikschulen inne. Am 21. Oktober 2010 schied Straßberger aus dem Steiermärkischen Landtag aus, da er bei der Landtagswahl 2010 nicht mehr kandidierte.